# Pyrgocythara dubia
Pyrgocythara dubia är en snäckart. Pyrgocythara dubia ingår i släktet Pyrgocythara och familjen kägelsnäckor. Inga underarter finns listade i Catalogue of Life.